# إرينا رومانوفنا
إرينا رومانوفنا (بالأوكرانية: Ірина Романова) هي راقصة على الجليد أوكرانية، ولدت في 20 أبريل 1972 في أوديسا في أوكرانيا.

## وصلات خارجية
- إرينا رومانوفنا على موقع اللجنة الأولمبية الدولية (الإنجليزية)
- إرينا رومانوفنا على موقع أوليمبيديا (الإنجليزية)